# Partido del Movimiento al Socialismo
El Partido del Movimiento al Socialismo (P-MAS) es un partido político paraguayo que defiende las ideas socialistas.

## Historia
Fue fundado el 1 de mayo del año 2006, por grupos estudiantiles, obreros y sectores populares.
En agosto de 2008, el partido realizó su I Congreso Nacional.
El P-MAS formó parte del Espacio Unitario - Congreso Popular, y del Frente Guasú.
En el 2009 abandona la Alianza Patriótica para el Cambio que llevó a Fernando Lugo al poder. Integró posteriormente el Frente Guasú, coalición de partidos de izquierda fundada en 2010.
Entre el 11 y el 13 de diciembre de 2011, el PMAS realizó su Segundo Congreso, eligiendo a Camilo Soares como Presidente, Rocío Casco como Vicepresidente y Rodrigo Buongermini como Secretario General.
En el 2013 en P-MAS pasa a integrar la coalición de partidos de izquierda Avanza País, junto con otros sectores escindidos del Frente Guasú. Camilo Soares estaba en el tercer lugar en la lista de Avanza País para senadores en las elecciones generales de 2013, en las que la agrupación obtuvo dos escaños, no teniendo ahora representación en la cámara alta. En la cámara de diputados logró dos escaños: Karina Rodríguez y Rocío Casco, ambas pemasistas.
En el 2018 pasa a integrar la coalición Gran Alianza Nacional Renovada (GANAR) apoyando la chapa presidencial Efraín Alegre-Leo Rubín y presentando chapas partidarias para los siguientes cargos en disputa. No obtuvo ni una representación en ningún ámbito.

## Congresos
- I Congreso: 9 de agosto de 2008
- II Congreso: 11 al 13 de diciembre de 2011.